# Thol-lès-Millières

Thol-lès-Millières este o comună în departamentul Haute-Marne din nord-estul Franței. În 2009 avea o populație de 39 de locuitori.

## Evoluția populației
| An        | 1975 | 1982 | 1990 | 1999 | 2006 | 2009 |
| --------- | ---- | ---- | ---- | ---- | ---- | ---- |
| Populație | 59   | 47   | 42   | 37   | 39   | 39   |